# Jennifer Simons

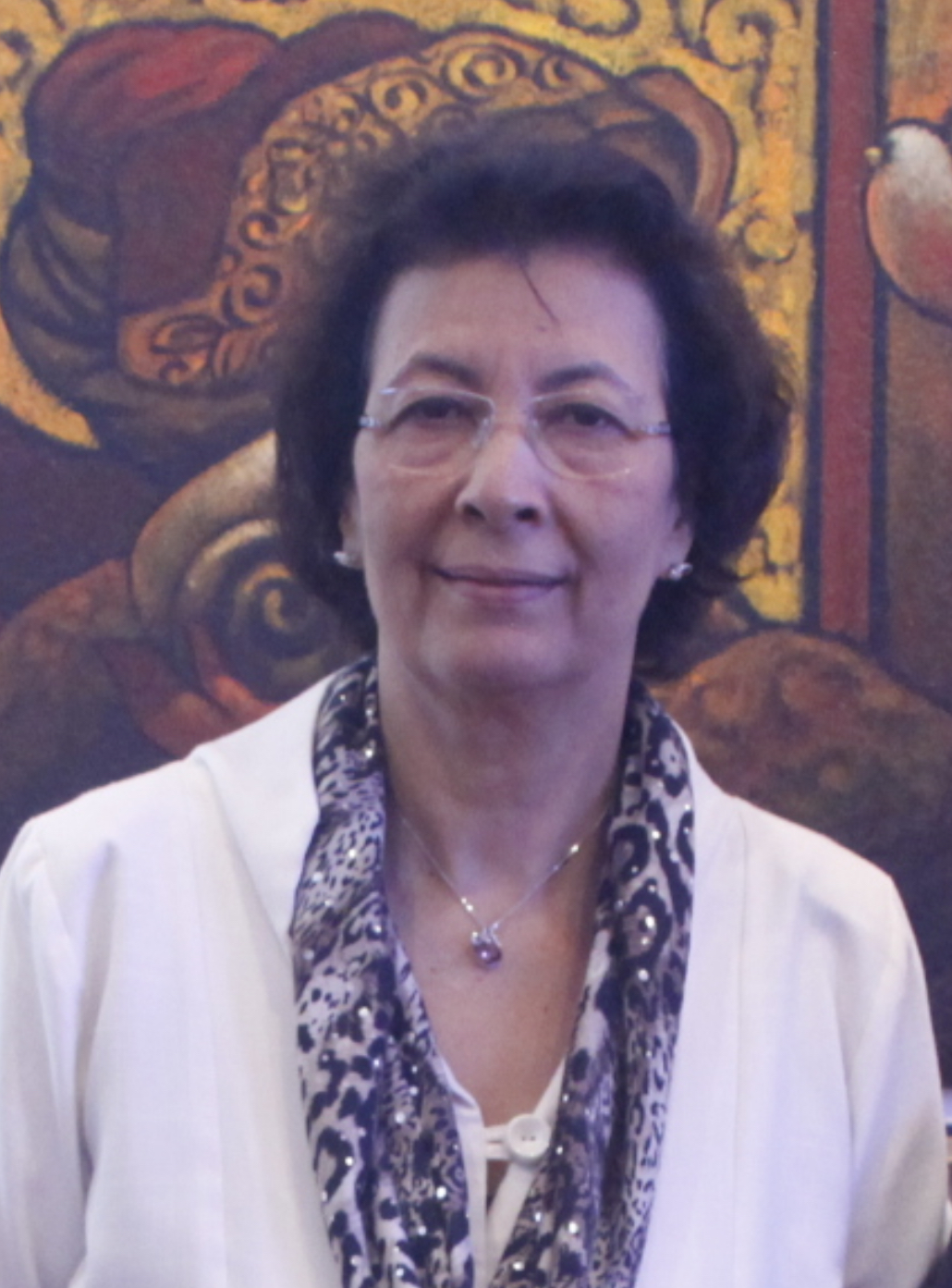
Jennifer (Jenny) Simons, 2015

Jennifer Simons, auch Jennifer Geerlings-Simons (* 5. September 1953 in Paramaribo, Suriname) ist eine surinamische Politikerin. Sie war von 2010 bis 2020 Vorsitzende der Nationalversammlung von Suriname. Im Jahr 2024 wurde sie Vorsitzende der Nationalen Demokratischen Partei. Nach einem knappen Sieg ihrer Partei bei den Parlamentswahlen 2025 wurde sie am 6. Juli 2025 zur Präsidentin gewählt.

## Leben und Wirken
Simons wurde in Paramaribo als Tochter des zivilen Mitarbeiters beim Militär Alwin Desire Menke und der Krankenschwester Irma Helouise Simons geboren. Sie ist die Erstgeborene in einer Familie mit insgesamt vier Kindern.
Nach dem Besuch der Algemene Middelbare School (AMS) und dem Erwerb der Hochschulreife absolvierte sie von 1974 bis 1979 an der Anton de Kom Universität in Paramaribo ein Medizinstudium. Hiernach folgte ein Praktikum.

### Beruf
Von 1981 bis 2010 war sie als Praktische Ärztin beim Ministerium für Volksgesundheit  angestellt. Zunächst war sie als Distriktsarzt in Onverwacht und ab 1982 im Krankenhaus von Paramaribo als Ärztin tätig. Ab 1984 bis 2002 arbeitete Simons im Fachbereich Dermatologie beim Ministerium für Volksgesundheit. Hier war sie von 1996 bis 2001 Managerin des  Nationalen AIDS Programms.

### Politik
Ab den Wahlen 1996 war Simons für die Nationale Democratische Partij (NDP) des Parteigründers Dési Bouterse Parlamentsabgeordnete. In ihrer Partei ist sie Mitglied des 17-köpfigen Hauptvorstandes. Während ihrer Zeit als Parlamentarierin war sie bis 2010 u. a. als Fraktionsführerin ihrer Partei sowie in verschiedenen Parlamentskommissionen mit den Schwerpunkten Gesundheit und Einführung der Informations- und Kommunikationstechnik in der Bildung tätig.
Am 30. Juni 2010, in der ersten Sitzung nach den Parlamentswahlen vom 25. Mai 2010, wurde Jennifer Simons mit 26 von 51 Stimmen zur Parlamentsvorsitzenden gewählt.
Bei den Parlamentswahlen vom 25. Mai 2015 wurde die NDP mit 26 von 51 gewählten Abgeordneten stärkste Partei. Jennifer Simons wurde in der ersten Sitzung nach den Wahlen, am 30. Juni 2015, mit 33 Stimmen in ihrem Amt als Parlamentsvorsitzende bestätigt.

### Abschied und Rückkehr
Am 26. Juni 2020 verabschiedete sich Jennifer Simons nach zehn Jahren als Parlamentsvorsitzende. Obwohl sie bei den Parlamentswahlen vom 20. Mai 2020 als Abgeordnete wiedergewählt wurde, nahm sie das Mandat nicht an und verließ nach 24 Jahren auch das Parlament als Volksvertreterin.
Bei den Parlamentswahlen am 25. Mai 2025 wurde die NDP unter Führung von Jennifer Simons mit 18 Sitzen knapp stärkste Partei in der Nationalversammlung von Suriname. Nach erfolgreichen Koalisationsgesprächen wurde sie am 6. Juli 2025 im Parlament zur ersten Präsidentin des Landes gewählt. Die offizielle Amtseinführung und Vereidigung erfolgte am 16. Juli 2025.

### Parteivorsitzende
Simons wurde am 13. Juli 2024 zur Nachfolgerin von Bouterse als Parteivorsitzende der NDP gewählt.

### Privat
Jennifer (kurz: Jenny) Simons ist mit Glenn Geerlings verheiratet und sie haben drei Kinder. Edward Geerlings, der älteste Sohn verstarb 2015 im Alter von 33 Jahren in Paramaribo.